# Municipio de Grugan
El municipio de Grugan (en inglés: Grugan Township) es un municipio ubicado en el condado de Clinton en el estado estadounidense de Pensilvania. En el año 2000 tenía una población de 52 habitantes y una densidad poblacional de 0.3 personas por km².

## Geografía
El municipio de Grugan se encuentra ubicado en las coordenadas 41°23′00″N 77°32′59″O / 41.38333, -77.54972.

## Demografía
Según la Oficina del Censo en 2000 los ingresos medios por hogar en la localidad eran de $35,625 y los ingresos medios por familia eran de $37,500. Los hombres tenían unos ingresos medios de $38,750 frente a los $0 para las mujeres. La renta per cápita de la localidad era de $20,086. Alrededor del 5,6% de la población estaba por debajo del umbral de pobreza.